# Frantz Pangop
 Frantz Pangop  (Duala, Camerún; 18 de mayo de 1993) es un futbolista camerunés. Juega como mediocampista y actualmente se encuentra sin equipo.
Su último club fue el Minnesota United de la Major League Soccer de Estados Unidos.

## Selección nacional
Ha sido internacional con la selección de fútbol de Camerún en 4 ocasiones.

### Goles internacionales
Resultados de Camerún en primer lugar.
| #  | Fecha                | Estadio                                                         | Oponente              | Gol | Resultado | Competición                                                   |
| -- | -------------------- | --------------------------------------------------------------- | --------------------- | --- | --------- | ------------------------------------------------------------- |
| 1. | 12 de agosto de 2017 | Estadio Nacional 12 de Julho, Santo Tomé, Santo Tomé y Príncipe | Santo Tomé y Príncipe | 1–0 | 2–0       | Clasificación para el Campeonato Africano de Naciones de 2018 |
| 2. | 7 de octubre de 2017 | Stade Ahmadou Ahidjo, Yaundé, Camerún                           | Argelia               | 2–0 | 2–0       | Clasificación de CAF para la Copa Mundial de Fútbol de 2018   |

## Clubes
| Club             | País           | Año         |
| ---------------- | -------------- | ----------- |
| Sable Batié      | Camerún        | 2011 - 2012 |
| Coton Sport      | Camerún        | 2013        |
| Örgryte          | Suecia         | 2014        |
| Union Douala     | Camerún        | 2015 - 2017 |
| Minnesota United | Estados Unidos | 2018        |

## Palmarés

### Campeonatos nacionales
| Título                      | Club        | País    | Año  |
| --------------------------- | ----------- | ------- | ---- |
| Primera División de Camerún | Coton Sport | Camerún | 2013 |